# The History of Middle-earth
Историја Средње земље (енгл. The History of Middle-earth) је серијал књига у 12 томова објављених између 1983. и 1996. године од стране издавачке куће George Allen & Unwin у Уједињеном Краљевству и Houghton Mifflin у Сједињеним Америчким Државама. Оне прикупљају и анализирају велики део легендаријума Џ. Р. Р. Толкина, које је саставио и уредио његов син Кристофер Толкин. Серијал приказује развој Толкинове концепције Средње земље као фиктивног места са сопственим народима, језицима и историјом, почевши од његових најранијих замисли о „митологији за Енглеску” па све до развоја прича које чине Силмарилион и Господара прстенова. Ово, међутим, није „историја Средње земље” у смислу хронике догађаја унутар самог света Средње земље, већ историја Толкиновог креативног процеса сагледана изван тог универзума. Године 2000, свих дванаест томова поново је објављено у три ограничена издања у облику омнибус томова.
Стручњаци попут Гергеља Нађа и Винсента Фереа коментарисали су да је Толкин одувек желео да створи митологију, али је веровао да таква творевина треба да прође кроз многе руке и да буде обликована различитим врстама анотација и уређивања. Када је Кристофер Толкин, филолог као и његов отац, уређивао Историју, он је створио уређивачки оквир, нехотице додатно појачавајући митопејски ефекат који је његов отац замишљао.

## Контекст
Џ. Р. Р. Толкин био је професор енглеског језика на Универзитету у Лидсу, а потом на Универзитету у Оксфорду. Специјализовао се за филологију, посебно за дела на староенглеском језику, као што је Беовулф. Најпознатији је по својим романима Хобит (1937) и Господар прстенова (1954–1955), али је већи део свог времена посветио раду на свом легендаријуму. Овај рад није био објављен за његовог живота; оставио је велики број неуређених рукописа свом књижевном извршиоцу, свом сину, Кристоферу Толкину, да их среди. Кристофер, који је попут свог оца био филолог, почео је да предаје енглески језик на Њу Колеџу, на Оксфорду, 1963. године. Након очеве смрти, саставио је кратак преглед прича из легендаријума, који је 1977. године објављен као Силмарилион; годину дана касније, 1978, објавио је Незавршене приче, избор из каснијег легендаријума.

## Структура и садржај
Историја Средње земље документује легендаријум Џ. Р. Р. Толкина, обиман скуп нацрта који обухвата многе аспекте Средње земље, а које је Толкин писао у различитим фазама током свог живота. Ову серију је уредио његов син Кристофер, а објављена је у 12 томова од стране издавачке куће George Allen & Unwin у Уједињеном Краљевству и Houghton Mifflin у Сједињеним Америчким Државама између 1983. и 1996. године, и то на следећи начин:
| Томови, груписани | Српски превод | Време настанка | Садржај | Период Толкиновог живота                                                  |
| --- | --- | -------------- | --- | ------------------------------------------------------------------------- |
| 1. The Book of Lost Tales, Part I (1983) 2. The Book of Lost Tales, Part II (1984)                                                                                                | 1. Књига изгубљених прича, први део (1983) 2. Књига изгубљених прича, други део (1984)                                                             | 1914–1920.     | 1: Колиба изгубљене игре, Музика Аинура, Прича о Сунцу и Месецу, Скривање Валинора. 2: Прича о Тинувијели, Турамбар, Пад Гондолина, Прича о Еаренделу          | Први светски рат; Оксфордски речник енглеског језика; Универзитет у Лидсу |
| 3. The Lays of Beleriand (1985) 4. The Shaping of Middle-earth (1986) | 3. Баладе Белеријанда (1985) 4. Уобличавање Средње земље (1986)                                                                                    | 1920–1935.     | Рана историја легендаријума, у више верзија. Балада о деци Хурнивој, Балада о Леитијану, најранији Силмарилион, Квента Нолдоринва, Амбарканта, најранији Анали | Универзитет у Оксфорду                                                    |
| 5. The Lost Road and Other Writings (1987) | 5. Изгубљени пут и други списи (1987) | 1936–1937.     | Пад Нуменора, Изгубљени пут, Аинулиндале, Квента Силмарилион, каснији Анали                                                                                    | Писање и објављивање Хобита                                               |
| The History of The Lord of the Rings 6. [1] The Return of the Shadow (1988) 7. [2] The Treason of Isengard (1989) 8. [3] The War of the Ring (1990) 9. [4] Sauron Defeated (1992) | Историја Господара прстенова 6. [1] Повратак сенке (1988) 7. [2] Издаја Изенгарда (1989) 8. [3] Рат за прстен (1990) 9. [4] Поражени Саурон (1992) | 1938–1948.     | Господар прстенова; у 9. делу такође прича о Нуменору под насловом The Notion Club Papers.                                                                     | Други светски рат; Писање Господара прстенова                             |
| The Later Silmarillion 10. [1] Morgoth's Ring (1993) 11. [2] The War of the Jewels (1994)                                                                                         | Каснији Силмарилион 10. [1] Морготов прстен (1993) 11. [2] Рат за драгуље (1994)                                                                   | 1948–1959.     | Аинулиндале, каснија Квента Силмарилион, Атрабет, Анали Белеријанда, Анали Амана                                                                               | Објављивање Господара прстенова                                           |
| 12. The Peoples of Middle-earth (1996) | 12. Народи Средње земље (1996) | 1960–1973.     | Пролог и додаци Господара прстенова; Незавршене приче; друга касније писања                                                                                    | Пензија                                                                   |

Комбиновани индекс је објављен шест година након завршетка серијала као The History of Middle-earth: Index (2002).
Краћа верзија деветог тома, која изоставља материјал који није повезан са Господаром прстенова, објављена је као Крај Трећег доба (енгл. The End of the Third Age); ова верзија се, међутим, обично продаје као комплетан сет заједно са томовима 6, 7 и 8 под насловом Историја Господара прстенова (енгл. The History of the Lord of the Rings).
Кристофер Толкин је донео одлуку да не укључи било какав материјал који се односи на Хобита у Историју Средње земље. Његови разлози за ову одлуку били су да Хобит није био намењен као део митологије, да је то била дечија прича и да првобитно није био смештен у Средњу земљу; овај роман је био ревидован током писања Господара прстенова. Историја Хобита (енгл. The History of The Hobbit) објављена је посебно, у два тома, 2007. године, а уредио ју је Џон Д. Ратлиф.

## Пријем
Чарлс Ноад, рецензирајући The War of the Jewels у журналу Mallorn, коментарише да је 12-тотомна Историја Средње земље урадила нешто што би једнотомно издање Силмарилиона (како је Толкин желео да буде објављено), с додатим коментарима, тешко могло да постигне: променила је перспективу људи на Толкинова дела о Средњој земљи, са фокуса на Господара прстенова на оно што је увек било у Толкиновом уму: Силмарилион као центар.
Рецензирајући The Peoples of Middle-earth, Ноад додаје да је „целокупан серијал Историја Средње земље огроман подухват и чини вредан и трајан спомен на креативне напоре једног човека и на објашњавајућу посвећеност другог. Она открива далеко више о Толкиновом измишљеном свету него што је било који од његових читалаца из периода пре Силмарилиона могао икада да замисли или да се нада.” Закључује да је темељно проучавање дванаест томова од суштинског значаја за разумевање „Толкинове креативне уметности”.
Лиз Милнер, за A Green Man Review, пише да серијал пружа „јединствену прилику да се испита креативни развој великог писца током периода од 60 година”. Додаје да је уређивање Кристофера Толкина демонстрирало „издржљивост и Хераклеову моћ чишћења”, с обзиром да су сви очеви рукописи били у нереду.
Вејн Г. Хамонд и Кристина Скал у журналу VII описују Толкинову митологију документовану у Историји као „дело изузетне моћи и обима”. Они напомињу да је тек након објављивања Историје она могла да се оцени; и да је легендаријум који је остао његовом сину Кристоферу био „огроман и изузетно комплексан скуп текстова”. Такође напомињу да су читаоци очекивали „другог Господара прстенова”. Кристофер је створио Силмарилион као „кохерентан и унутрашње доследан наратив” спајањем и модификовањем очевих нацрта, који су написани у различитим стиловима, степенима детаља и степенима завршености. Међутим, то није дало пуно представе о разноликости или процесу сталних промена који су били уткани у легендаријуму. Стога је Кристофер започео рад на Историји да би покушао да обухвати „непојмљиву разноврсност” очевих радова, од прозе до алитеративних стихова, од космологије и анала до прича о путовању кроз време. Хамонд и Скалова напомињу да су неки читаоци осећали да Историја „не би требало да буде објављена, да је то на штету Толкину што се приказују његови неуспеси и лажни почеци”. Такође напомињу да су је други обожаваоци одбацили „на погрешним основама 'каноничности'”, тврдећи да Толкин није „одобрио ове текстове за објављивање”, нити је исправио детаље за употребу у играма и слично. Хамонд и Скалова одговарају да је Историја била намењена да представи „не фиксни дизајн, већ живу творевину и процес којима је Толкин дао живот”. Према њиховом мишљењу, она нуди „јединствену прилику да се види креативни сјај, фасцинантан увид у рад једног од најкреативнијих и најутицајнијих писаца 20. века”. Они предвиђају да ће она започети „нову еру” у студијама о Толкину.

## Анализа

### Животно дело
Године 1967, Толкин је именовао свог сина Кристофера за свог књижевног извршиоца, а конкретно као свог коаутора Силмарилиона. Након очеве смрти 1973. године, Кристофер је однео велики број рукописа из легендаријума у свој дом у Оксфордширу, где је претворио амбар у радни простор. Он и млади Гај Гавријел Кеј започели су рад на овим документима, откривајући до 1975. године колико ће задатак бити компликован. У септембру 1975, Кристофер је поднео оставку на своје место на Њу Колеџу, да би се искључиво посветио уређивању очевих списа. Он се преселио на југ Француске и наставио овај рад 45 година. Укупно је уредио и објавио 24 тома очевих списа, укључујући и 12 томова Историје Средње земље. У тим томовима, Верлин Флигер пише:
 Кристофер је организовао и уредио све приче из очеве митологије у хронолошком редоследу. Сада објављено као дванаестотомни серијал Историја Средње земље, ово дело представља Толкинову митологију у целости, пратећи пут изузетне визије, музичке партитуре, ако тако хоћете, од њене најраније концепције до последњих разматрања аутора о свом делу. 

### Изазови
Кристоферов задатак показао се компликован због бројних карактеристика рукописа. Нацрти су били написани руком, често у журби, што их је чинило тешким за дешифровање. Многи су били написани оловком; раније верзије написане оловком често су биле избрисане и преко њих је писано поново. Нацрти су често били коментарисани или проширивани на истим листовима папира, што је чинило тачан редослед тешким за реконструкцију. Папири су били у нереду; релативни датуми морали су бити утврђени на основу доказа из текстова или повремено из Толкиновог поновног коришћења папира који потиче из одређеног места или времена, чиме је утврђен најранији могући датум за те рукописе.

### Уређивачки оквир
Гергељ Нађ примећује да је Толкин „сматрао своја дела текстовима унутар измишљеног света”, и да је преклапање различитих, понекад и контрадикторних исказа било централно за његов жељени ефекат. Додаје да је Толкин био филолог; Нађ напомиње да је Толкин можда намерно имитирао филолошки стил аутора попут Елијас Ленрута, састављача финског епа Калевала, кога је Толкин сматрао примером професионалне и креативне филологије. То је, како Нађ верује, било оно што је Толкин сматрао суштинским ако је желео да представи митологију за Енглеску, јер такво дело морало је бити написано од стране многих руку. Додатно, пише Нађ, објављивањем очевих списа, Кристофер Толкин, такође филолог, „убацио је себе у функционално место Билба као уредника и компилатора”, тиме, по његовом мишљењу, „поткрепљујући митопоетски ефекат” који је његов отац желео да постигне, чинећи да објављена књига уради оно што је Билбова књига требала да уради, и тако, несвесно, остварујући очеву намеру. Толкинова дела о Средњој земљи су, у стварности и више не само у фикцији, постала сложено дело написано од различитих руку, уређено, коментарисано и објашњавано током дугог периода.
Елизабет Витингам пише да је Толкин ценио утисак дубине који је спомињање много старијих догађаја створило у Господару прстенова, и да је схватио да не може постићи исти ефекат за приче из Силмарилиона јер су оне припадале том старијем времену. Уместо тога, човек из каснијег доба, као што је Ериол из Књиге изгубљених прича, могао је да посети Средњу земљу и слуша приче виловњака, пружајући тако причу у причи. Он записује приче, пише она, и „Ериолова перспектива постаје перспектива читалаца, ... одвајајући их од ових прича о прошлости, губитку и избледелој слави.”
Верлин Флигер коментарише да је Кристоферова примедба у уводном делу Књиге изгубљених прича 1, да је направио грешку што није обезбедио никакву врсту приче у причи за свој Силмарилион из 1977. године, барем делимично тачна. По њеном мишљењу, једнотомни Силмарилион „даје погрешан утисак кохерентности и коначности, као да је то дефинитивни, канонски текст”, док је, у ствари, легендаријум из којег је адаптиран „помешан скуп преклапајућих и често супротстављених прича, анала и лексикона.” Ипак, она пише, та књига је била есенцијална, јер без ње Историја никада не би била објављена, а дванаестотомно дело „пружа тачно онај оквир који је њен уредник [Кристофер] сматрао да недостаје у ранијој и у неким аспектима преурањеној књизи.”
Винсент Фере пише да је Кристофер Толкин уређујући 12 томова Историје Средње земље, користећи своју филолошку вештину, створио уреднички оквир за очев легендаријум и за књиге из њега. Фере примећује да је ово дело представило Толкинове списе као историјске, као прави сет легенди из прошлости, на исти начин на који је уређивање збирке Чудовишта и критичари, и други есеји (енгл. The Monsters and the Critics, and Other Essays) представило његове есеје као научни рад.
Изван уређивачког оквира Кристофера Толкина, други аутори су допринели хумористичним елементима у оквиру прича. Толкинов пријатељ и друг из Инклингса, К. С. Луис, веома је уживао у Балади о Леитијану, чак толико да је измислио научнике Пибодија и Памперникела, који коментаришу оно што Луис представља као древни текст. Марк Шеј је написао пародију филолошке науке, постављену у далеку будућност, која се осврће на радове који се приписују Толкину и Питеру Џексону. Шеј наводи да „стручњаци за критику извора сада знају да је Господар прстенова редакција извора који се крећу од Црвене књиге Западне Међе до Виловњачких хроника до Гондорских записа до усмено преношених прича о Рохиримима”, сви са „својим агендама”, као што су „Толкин” и „Питер Џексон” редактори. Он са сигурношћу примећује да „можемо бити прилично сигурни да 'Толкин' (ако је икада постојао) није написао ово дело у конвенционалном смислу, већ да је оно састављено током дугог временског периода...”